# Гірничотехнічні фактори самозаймання вугілля
Гірничотехні́чні фа́ктори — фактори при рудникових пожежах, що зумовлюють самозаймання вугілля при веденні гірничих робіт.
До них належать:
- система розробки,
- схема та режим провітрювання,
- спосіб керування покрівлею,
- способи ізоляції,
- швидкість відробки дільниці,
- порядок відробки виїмкових полів.